# David Jones (calciatore 1984)
David Frank Lloyd Jones (Southport, 4 novembre 1984) è un ex calciatore inglese, di ruolo centrocampista.

## Palmarès

### Club

#### Competizioni nazionali
- Coppa d'Inghilterra: 1

Wigan: 2012-2013
- Football League Championship: 1

Wolverhampton: 2008-2009

#### Competizioni giovanili
- FA Youth Cup: 1

Manchester United: 2002-2003